# Bärenbach (Bühler)
Der Bärenbach ist ein etwas unter einem Kilometer langer Bach in der Stadtteilgemarkung Sulzdorf von Schwäbisch Hall im Landkreis Schwäbisch Hall im nordöstlichen Baden-Württemberg, der nach einem etwa nördlichen Lauf beim Sulzdorfer Weiler Buch von links in die Bühler mündet.

## Geographie

### Verlauf
Der Bärenbach entsteht einen Steinwurf weit nördlich der am Feldweg am Ende der Bärenbachsiedlung der Kleinstadt Vellberg entlangziehenden Gemeindegrenze auf Sulzdorfer Stadtteilgemarkung auf etwa 392 m ü. NN. Hier beginnt sein Lauf in einer noch wenig tiefen Wiesentalmulde als ein zunächst nordöstlicher und staudenbewuchsloser Graben. Dieser wendet sich bald nach links und läuft dann auf recht breitflächigem Talboden nordnordwestlich neben der Kreisstraße K 2602 einher, am rechten Ufer liegt krautig bewachsenes Brachland, an der steileren linken Böschung ist der Lauf von Buschwerk begleitet.
Wo er den Straßenrand nach insgesamt fast 400 Metern erreicht, mündet von links und Westsüdwesten auf knapp unter 380 m ü. NN ein nicht viel kürzerer linker Quellast, der ebenfalls auf etwa 392 m ü. NN und am Feldweg von Buch zur Bühlertalstraße L 1060 entspringt, er wird abschnittsweise von einer Baum- oder Strauchgalerie begleitet.
Der vereinte Bach fließt beständig nordöstlich, unterquert dabei gleich die Kreisstraße, passiert jenseits ein altes Wasserhäuschen und stürzt dann in einer engen, bewaldeten und weglosen Felsklinge am Bühlertaleinschnitt über Muschelkalkbänke schnell zu Tale. Auf etwas unter 327,4 m ü. NN mündet er dann quer über den Bühlertalwanderweg dicht am Flussufer, wo er sommers zuweilen ganz trocken liegt, von links gegenüber dem in einer linken Schlinge umflossenen Vellberger Lindenberg und wenig flussaufwärts des Bucher Viadukts der Bahnstrecke Heilbronn–Crailsheim in den Unterlaufabschnitt der Bühler.
Der 0,7 km lange Bärenbach durchläuft die etwa 64 Höhenmeter bis zu seiner Mündung mit einem mittleren Sohlgefälle von um 90 ‰. Auf seinem nur etwa einen Drittelskilometer langem unteren Abschnitt ab der Kreisstraßenquerung sind es sogar über 150 ‰.

### Einzugsgebiet
Der Bärenbach entwässert etwa 0,5 km² des zum Naturraum Hohenloher und Haller Ebene gehörenden Teilraums Vellberger Bucht, die die Keuperstufenrandbucht der Bühler umfasst, etwa nordöstlich zur unteren Bühler. Der mit etwa 403 m ü. NN höchste Punkt im Einzugsgebiet liegt ganz im Süden am westlichen Siedlungsrand Vellbergs in den Kreuzäckern. An der kürzeren rechten Wasserscheide im Osten von hier bis zur Mündung konkurriert ein kleinerer Bühlerzufluss oberhalb gegenüber dem Sporn der Vellberger Stöckenburg, der in seiner Klinge noch häufiger versiegt. Die linke läuft vom höchsten Punkt zunächst westnordwestlich und trennt vom Einzugsgebiet des noch weiter oberhalb bei Eschenau mündenden Steinbachs, danach zieht sie nordnordöstlich auf Buch zu und scheidet vom Entwässerungsgebiet des unterhalb mündenden Hirtenbachs, beide sind bedeutendere Bühlerzuflüsse.
Im Einzugsgebiet stehen geologische Schichten vom unteren Mittelkeuper bis hinunter in den oberen Muschelkalk an. Der Gipskeuper (Grabfeld-Formation)  liegt am Süd- und Westrand auf den Hügelrücken vor Steinbach- und Hirtenbachtal sowie in einer winzigen Schichtinsel auf dem Bärenbergrechts des Unterlaufs. Beide Quelläste beginnen ihren Lauf darunter im Lettenkeuper (Erfurt-Formation) des Unterkeupers, der Schicht mit dem größten Flächenanteil. Der Obere Muschelkalk setzt erst in der steilen und kurzen Klinge ins Bühlertal hinab ein.
Der weit überwiegende Hochebenenanteil an der Flur fällt anfangs nur mäßig zum Bühlertalrand hin ein und wird von Äckern dominiert, das Wenige an Grünland liegt in der Talmulde. Im südlichen Bucher Weichbild gibt es daneben auch alte Hochstammobstwiesen. Wald steht nur in der anfangs von einem Feldgehölz gesäumten, geringflächigen Klinge.
Ab seiner Kreisstraßenquerung läuft der Bärenbach im Landschaftsschutzgebiet Bühlertal zwischen Vellberg und Geislingen mit Nebentälern und angrenzenden Gebieten, das am Klingenrand dann in das Naturschutzgebiet Unteres Bühlertal übergeht.

### LUBW
Amtliche Online-Gewässerkarte mit passendem Ausschnitt und den hier benutzten Layern: Karte von Lauf und Einzugsgebiet des Bärenbachs

Allgemeiner Einstieg ohne Voreinstellungen und Layer: Daten- und Kartendienst der Landesanstalt für Umwelt Baden-Württemberg (LUBW) (Hinweise)
1. 1 2 3 4  Höhe nach dem Höhenlinienbild auf dem Hintergrundlayer Topographische Karte.
2. ↑  Höhe nach schwarzer Beschriftung auf dem Hintergrundlayer Topographische Karte.
3. ↑  Länge nach dem Layer Gewässernetz (AWGN).
4. ↑  Einzugsgebiet abgemessen auf dem Hintergrundlayer Topographische Karte.
5. 1 2  Länge abgemessen auf dem Hintergrundlayer Topographische Karte.
6. ↑  Landschaftsschutz- und Naturschutzgebiet nach den jeweils gleichnamigen Layern.

### Andere Belege
1. ↑  Wolf-Dieter Sick: Geographische Landesaufnahme: Die naturräumlichen Einheiten auf Blatt 162 Rothenburg o. d. Tauber. Bundesanstalt für Landeskunde, Bad Godesberg 1962. → Online-Karte (PDF; 4,7 MB)
2. ↑  Geologie nach der unter → Literatur aufgeführten geologischen Karte. Einen gröberen Überblick verschafft auch: Mapserver des Landesamtes für Geologie, Rohstoffe und Bergbau (LGRB) (Hinweise)